# Bois cérusé
Le cérusage est, en ébénisterie, une technique décorative consistant « à remplir les pores de certains bois d'une matière dure, de couleur tranchant avec le bois », autrefois pratiquée avec de la céruse, et aujourd'hui avec des blancs de zinc ou de titane. Le bois traité de cette manière s'appelle bois cérusé. Le cérusage s'applique aux bois à pores ouverts comme le chêne ou des bois exotiques. Il donne un aspect moucheté.
Selon d'autres, elle consiste à creuser les veines les plus tendres puis à garnir le grain d'un colorant imbibant les parties plus poreuses du bois, ou une cire blanche ou un pastel qui souligne par contraste le veinage du bois.

## Historique
L'expression « bois cérusé » est attestée en 1907.
Le terme « cérusage » est attesté en 1948.